# Grosne
Grosne [ɡʁon] (deutsch früher Welschengrüne) ist eine französische Gemeinde im Département Territoire de Belfort in der Region Bourgogne-Franche-Comté.

## Geographie
Grosne liegt auf 362 m über dem Meer, etwa 13 Kilometer südöstlich der Stadt Belfort (Luftlinie). Das Dorf erstreckt sich im Flachland der Burgundischen Pforte, zur Hauptsache am sanft geneigten Hang nördlich des Baches Écrevisse.
Die Fläche des 3,65 km² großen Gemeindegebiets umfasst einen Abschnitt der leicht gewellten Landschaft im Bereich der Burgundischen Pforte (Trouée de Belfort). Der zentrale Teil des Gebietes wird in Ost-West-Richtung von der Talmulde der Écrevisse durchquert, die für die Entwässerung über die Bourbeuse zur Allaine sorgt. Flankiert wird diese breite Mulde auf beiden Seiten von einem Plateau, das durchschnittlich auf 375 m liegt. Es ist überwiegend mit Acker- und Wiesland bedeckt, zeigt aber auch einige größere Waldflächen. Im Tal der Écrevisse sowie in den Muldenlagen des Plateaus befinden sich verschiedene Weiher, die für die Fischzucht angelegt wurden. Nach Süden erstreckt sich das Gemeindeareal über das Plateau in die Waldung Bois Lachat. Hier wird mit 388 m die höchste Erhebung von Grosne erreicht.
Nachbargemeinden von Grosne sind Brebotte und Bretagne im Norden, Vellescot im Osten, Boron und Grandvillars im Süden sowie Froidefontaine und Recouvrance im Westen.

## Geschichte
Erstmals schriftlich erwähnt wird Grosne im Jahr 1105 (Grona) in einer Urkunde des Priorats Froidefontaine. Die erste Kirche bestand vermutlich bereits im 8. Jahrhundert. Im 12. Jahrhundert bildete Grosne eine Pfarrei, zu der zahlreiche umliegende Ortschaften gehörten. Seit dieser Zeit unterstand Grosne der Grafschaft Ferrette. In der ersten Hälfte des 14. Jahrhunderts gelangte das Dorf unter die Oberhoheit der Habsburger. Zusammen mit dem Sundgau kam Grosne mit dem Westfälischen Frieden 1648 an die französische Krone. Robert de Vaugondy kartierte den Ort noch 1754 mit dem deutschen Namen Grun. Seit 1793 gehörte das Dorf zum Département Haut-Rhin, verblieb jedoch 1871 als Teil des Territoire de Belfort im Gegensatz zum restlichen Elsass bei Frankreich. Durch eine Bahnlinie, die von Belfort nach Réchésy führte, wurde Grosne 1913 an das französische Eisenbahnnetz angebunden. Der Betrieb wurde jedoch 1948 wieder eingestellt.

## Sehenswürdigkeiten
Die heutige Kirche Saint-Paul wurde im 18. Jahrhundert erbaut. Im Ortskern befinden sich verschiedene Häuser aus dem 18. und 19. Jahrhundert im traditionellen Stil des Sundgaus.
Siehe auch: Liste der Monuments historiques in Grosne

Kirche Saint-Paul in Grosne
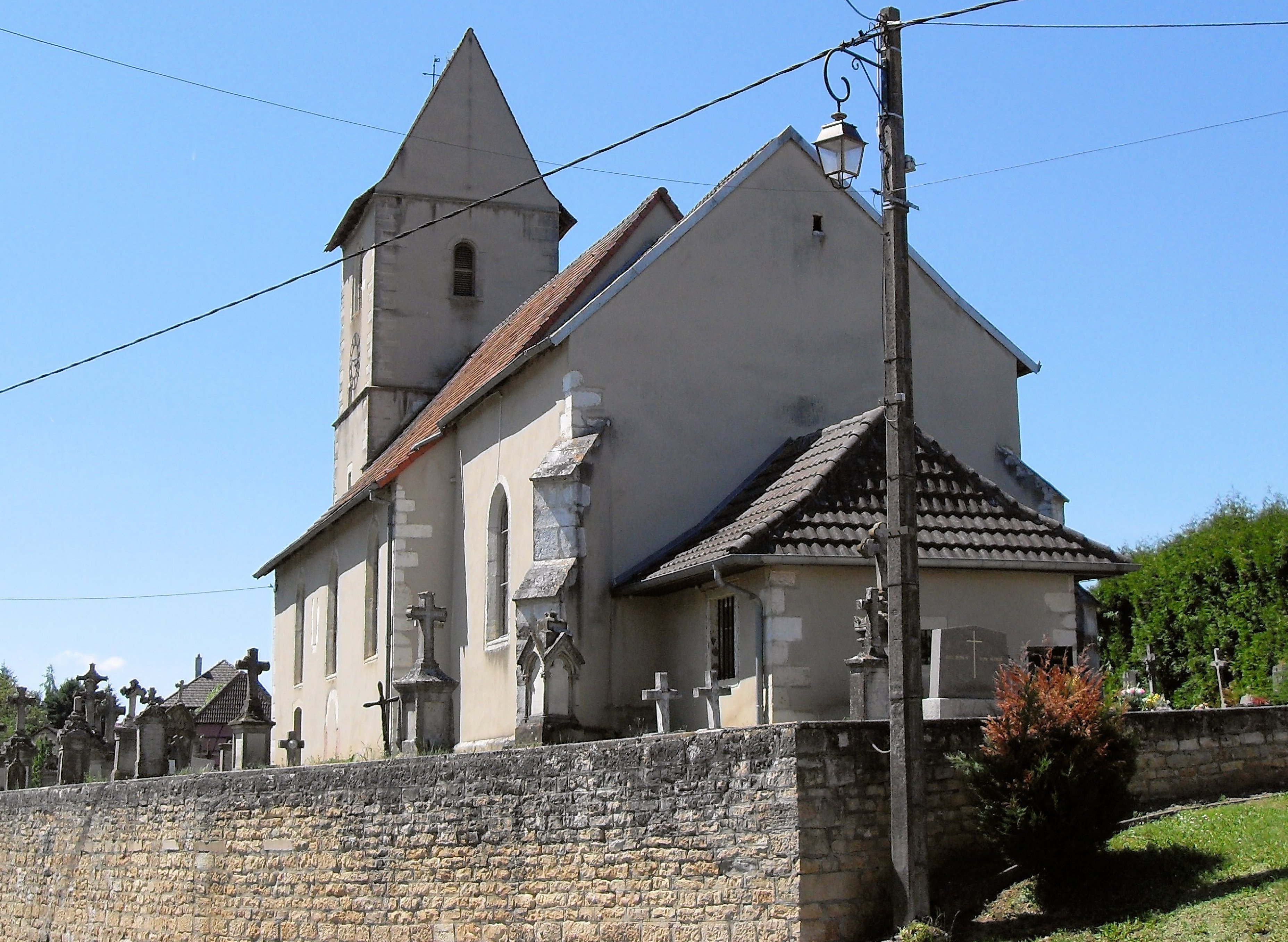
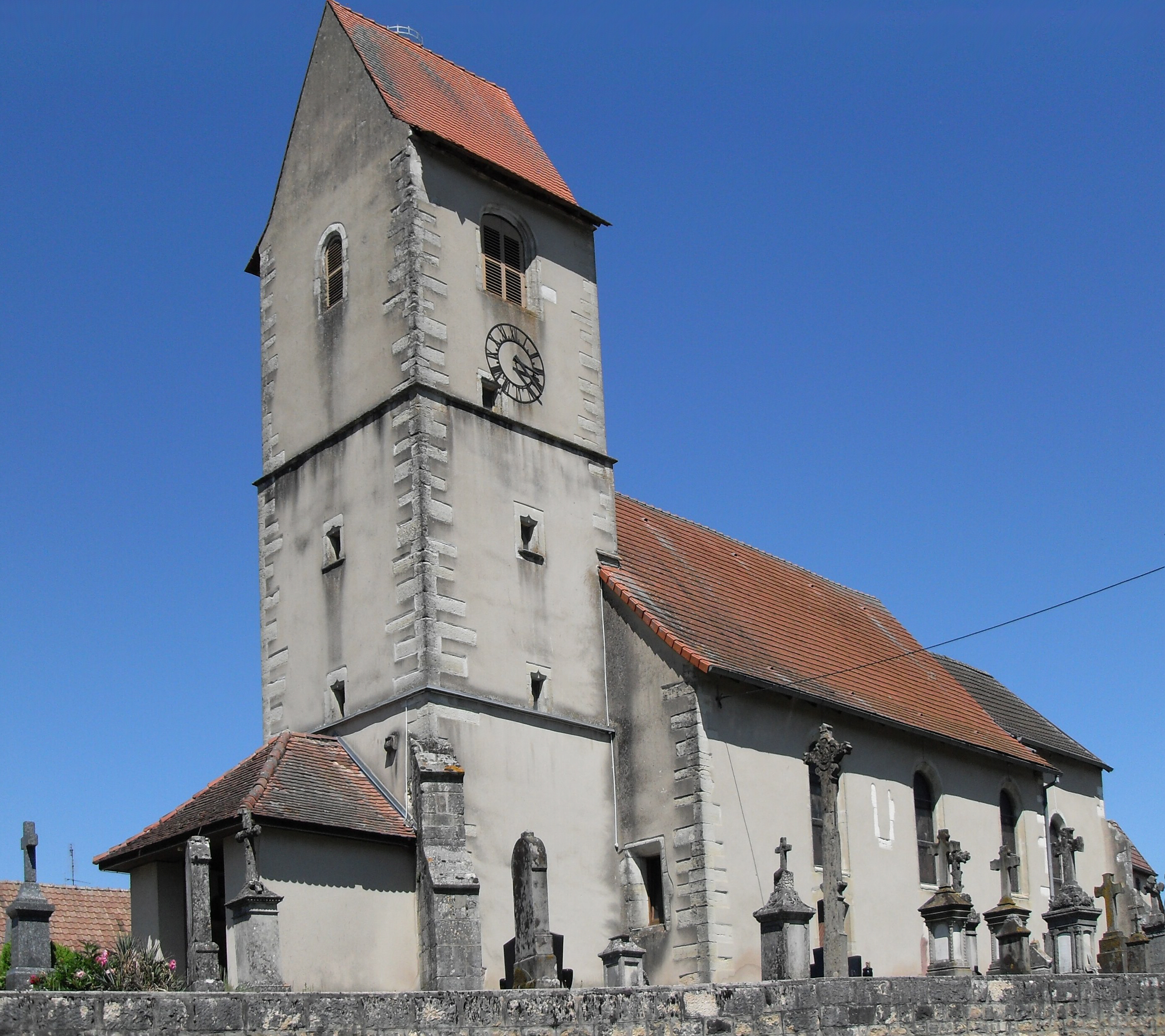

| Bevölkerungsentwicklung | Bevölkerungsentwicklung |
| Jahr                    | Einwohner               |
| ----------------------- | ----------------------- |
| 1962                    | 107                     |
| 1968                    | 91                      |
| 1975                    | 81                      |
| 1982                    | 187                     |
| 1990                    | 239                     |
| 1999                    | 242                     |
| 2020                    | 331                     |

## Bevölkerung
Mit 322 Einwohnern (1. Januar 2022) gehört Grosne zu den kleinen Gemeinden des Départements Territoire de Belfort. Nachdem die Einwohnerzahl in der ersten Hälfte des 20. Jahrhunderts abgenommen hatte (1886 wurden noch 224 Personen gezählt), wurde seit Mitte der 1970er Jahre wieder ein kontinuierliches Bevölkerungswachstum verzeichnet.

## Wirtschaft und Infrastruktur
Grosne war bis weit ins 20. Jahrhundert hinein ein vorwiegend durch die Landwirtschaft (Ackerbau, Obstbau und Viehzucht), die Fischzucht und die Forstwirtschaft geprägtes Dorf. Daneben gibt es heute einige Betriebe des lokalen Kleingewerbes. Mittlerweile hat sich das Dorf zu einer Wohngemeinde gewandelt. Viele Erwerbstätige sind deshalb Wegpendler, die in den größeren Ortschaften der Umgebung und in der Agglomeration Belfort ihrer Arbeit nachgehen.
Die Ortschaft liegt abseits der größeren Straßenverbindungen an einer Departementsstraße, die von Belfort nach Suarce führt. Der nächste Anschluss an die Autobahn A36 befindet sich in einer Entfernung von ungefähr 14 Kilometern. Weitere Straßenverbindungen bestehen mit Boron und Bretagne.